# 柔道 (雑誌)
『柔道』（じゅうどう）は、講道館が発行している機関誌である。日本国内外の柔道大会の結果や展望をはじめとして、柔道関係者による提言や海外での指導報告及び講道館に関する情報などがよく掲載されている。1898年(明治31年)に『国士』という名称で創刊される。その後何度も雑誌名称が変更されるが1930年(昭和5年)に『柔道』となる。毎月1日発行される。定価は2019年3月現在、560円。2020年11月現在、590円（税込）。

## 主なコーナー
- 巻頭言
- 講道館雑誌「柔道」アーカイブス（史料）
- 講道館講習会
- 手島奈美の一寸お邪魔します
- 南から北から（各地だより）
- ＜黒帯白帯＞
- 全柔連事務局のページ
- 講道館月次試合
- マンガ道場
- 柔道界展望台
- 講道館売店取扱品目録
- 講道館昇段者
- 講道館日誌抄
- 全国各地の大会記録